# Danh sách Hoa hậu Hòa bình Quốc tế

## Danh sách Hoa hậu Hòa bình Quốc tế
Dưới đây là danh sách các Hoa hậu Hòa bình Quốc tế từ năm 2013 đến nay:
| Năm  | Quốc gia           | Hoa hậu Hòa bình Quốc tế   | Tuổi[A] | Chiều cao              | Quê quán              | Nơi tổ chức                     |
| ---- | ------------------ | -------------------------- | ------- | ---------------------- | --------------------- | ------------------------------- |
| 2013 | Puerto Rico        | Janelee Chaparro           | 22      | 1,70 m (5 ft 7 in)     | Barceloneta           | Băng Cốc, Thái Lan              |
| 2014 | Cuba               | Daryanne Lees              | 27      | 1,71 m (5 ft 7+1⁄2 in) | Miami                 | Băng Cốc, Thái Lan              |
| 2015 | Cộng hòa Dominican | Anea García[C]             | 20      | 1,83 m (6 ft 0 in)     | Cranston              | Băng Cốc, Thái Lan              |
| 2015 | Úc                 | Claire Elizabeth Parker[D] | 24      | 1,70 m (5 ft 7 in)     | Sydney                | Băng Cốc, Thái Lan              |
| 2016 | Indonesia          | Ariska Putri Pertiwi       | 21      | 1,73 m (5 ft 8 in)     | Medan                 | Las Vegas, Hoa Kỳ               |
| 2017 | Peru               | María José Lora            | 27      | 1,80 m (5 ft 11 in)    | Trujillo              | Phú Quốc, Việt Nam              |
| 2018 | Paraguay           | Clara Sosa                 | 25      | 1,74 m (5 ft 8+1⁄2 in) | Asunción              | Yangon, Myanmar                 |
| 2019 | Venezuela          | Valentina Figuera          | 19      | 1,84 m (6 ft 1⁄2 in)   | Puerto La Cruz        | Caracas, Venezuela              |
| 2020 | Hoa Kỳ             | Abena Appiah               | 27      | 1,78 m (5 ft 10 in)    | Thành phố New York    | Băng Cốc, Thái Lan              |
| 2021 | Việt Nam           | Nguyễn Thúc Thùy Tiên      | 23      | 1,71 m (5 ft 7+1⁄2 in) | Thành phố Hồ Chí Minh | Băng Cốc, Thái Lan              |
| 2022 | Brazil             | Isabella Menin             | 26      | 1,78 m (5 ft 10 in)    | São Paulo             | Tây Java, Indonesia             |
| 2023 | Peru               | Luciana Fuster             | 24      | 1,74 m (5 ft 8+1⁄2 in) | Callao                | Thành phố Hồ Chí Minh, Việt Nam |
| 2024 | Ấn Độ              | Rachel Gupta               | 20      | 1,78 m (5 ft 10 in)    | Jalandhar             | Băng Cốc, Thái Lan              |
| 2025 |                    |                            |         |                        |                       | Thái Lan                        |

Chú ý

A  Thời điểm đăng quang

B  Đã mất 

C  Truất ngôi

D  Thay thế ngôi vị

## Số lần chiến thắng

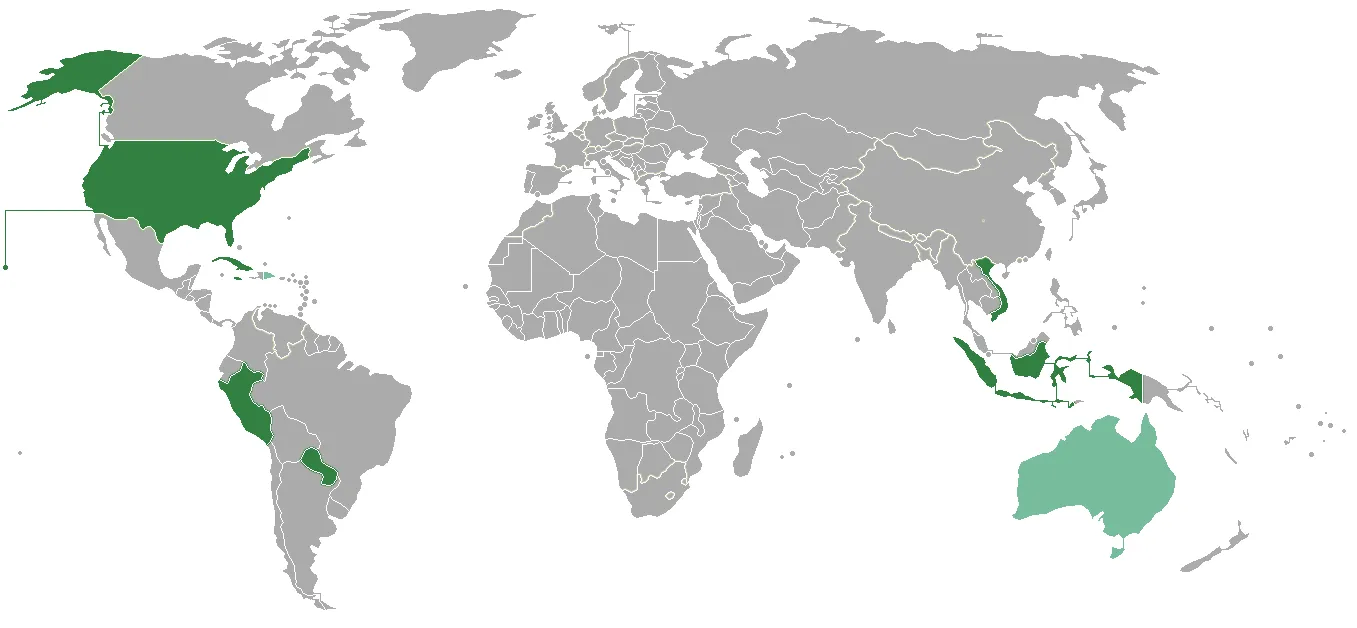
Các quốc gia chiến thắng cuộc thi Hoa hậu Hòa bình Quốc tế và số lần chiến thắng.

| Quốc gia/Lãnh thổ  | Số lần | Năm        |
| ------------------ | ------ | ---------- |
| Peru               | 2      | 2017, 2023 |
| Ấn Độ              | 1      | 2024       |
| Brazil             | 1      | 2022       |
| Việt Nam           | 1      | 2021       |
| Hoa Kỳ             | 1      | 2020       |
| Venezuela          | 1      | 2019       |
| Paraguay           | 1      | 2018       |
| Indonesia          | 1      | 2016       |
| Úc                 | 1      | 2015[B]    |
| Cộng hòa Dominican | 1      | 2015[A]    |
| Cuba               | 1      | 2014       |
| Puerto Rico        | 1      | 2013       |

Chú ý 

A  Truất ngôi

B  Thay thế ngôi vị nhưng truất ngôi sau đó

## Hình ảnh của các hoa hậu

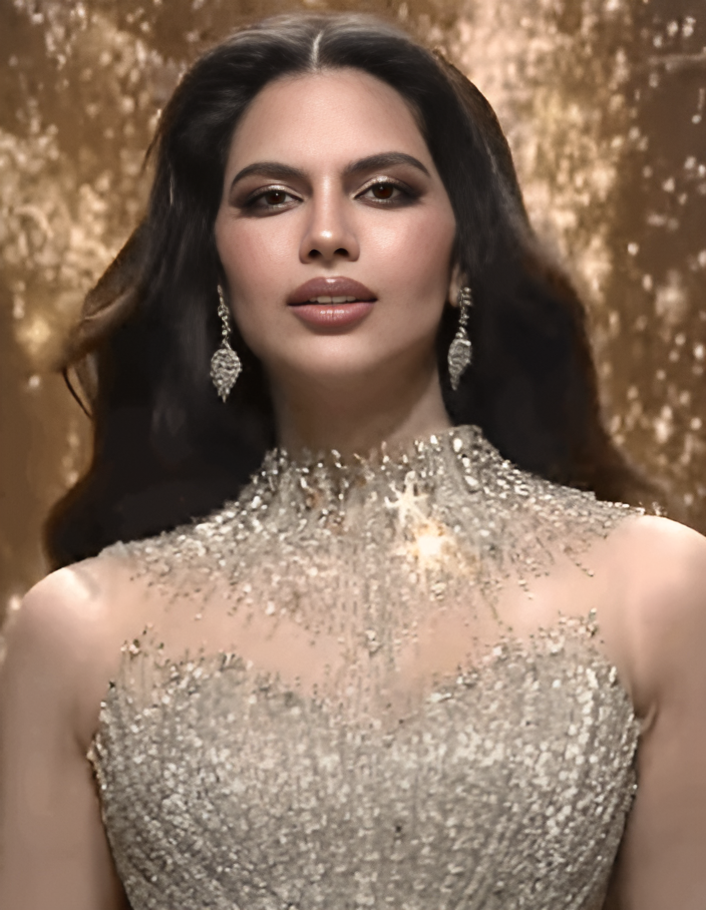
Hoa hậu Hòa bình Quốc tế 2024 Rachel Gupta Ấn Độ
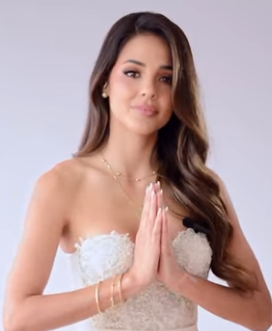
Hoa hậu Hòa bình Quốc tế 2023 Luciana Fuster Peru
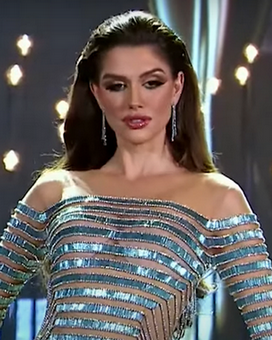
Hoa hậu Hòa bình Quốc tế 2022 Isabella Menin Brazil
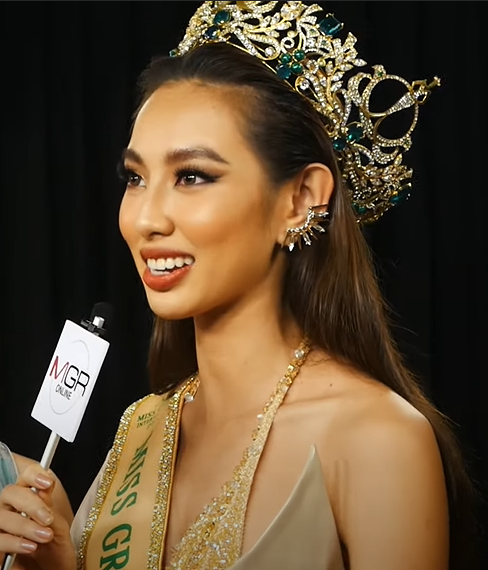
Hoa hậu Hòa bình Quốc tế 2021 Nguyễn Thúc Thùy Tiên Việt Nam
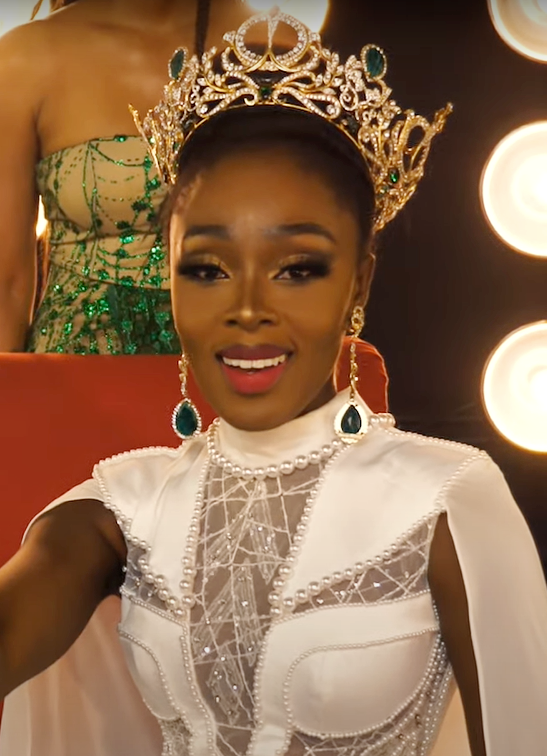
Hoa hậu Hòa bình Quốc tế 2020 Abena Appiah Hoa Kỳ
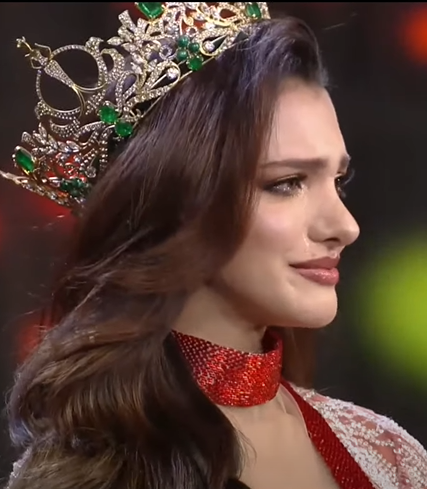
Hoa hậu Hòa bình Quốc tế 2019 Valentina Figuera Venezuela
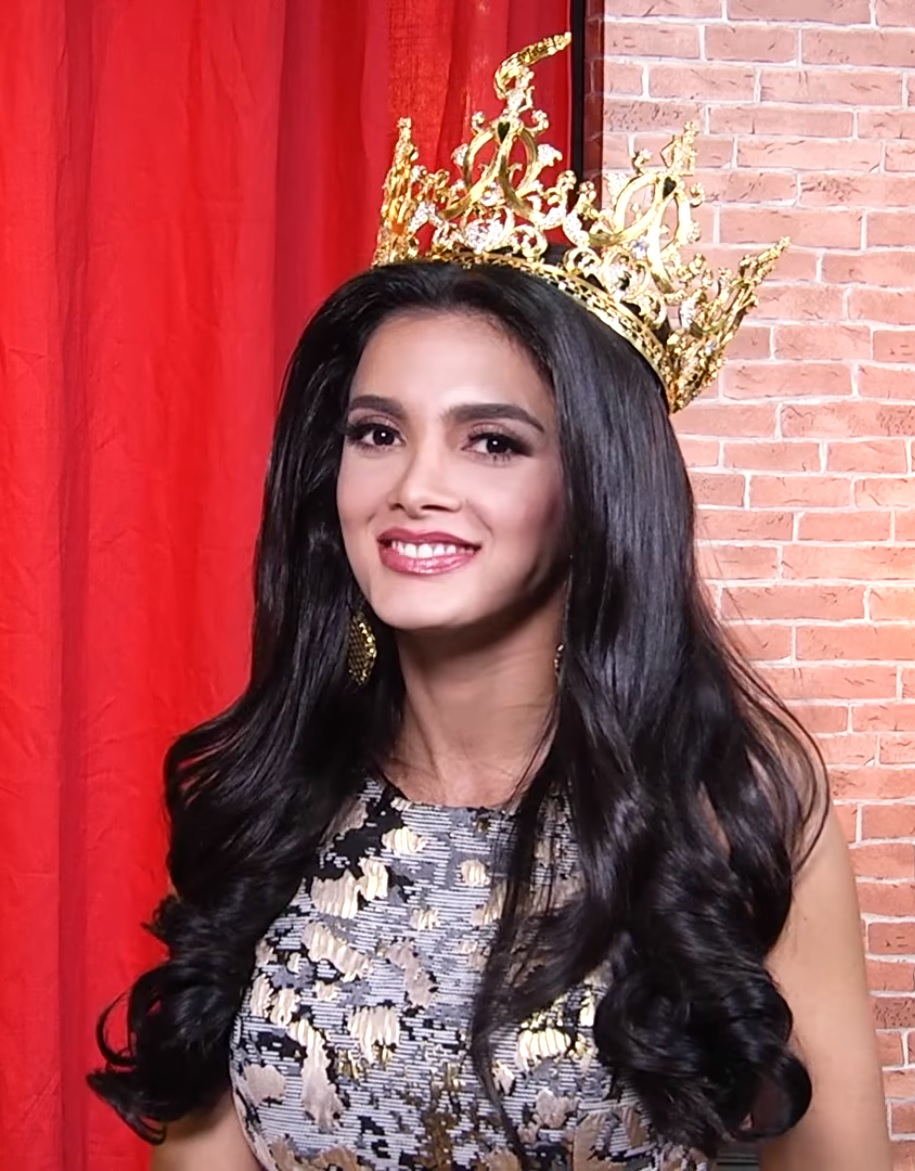
Hoa hậu Hòa bình Quốc tế 2018 Clara Sosa Paraguay
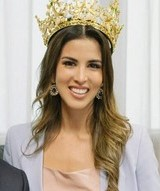
Hoa hậu Hòa bình Quốc tế 2017 María José Lora Peru
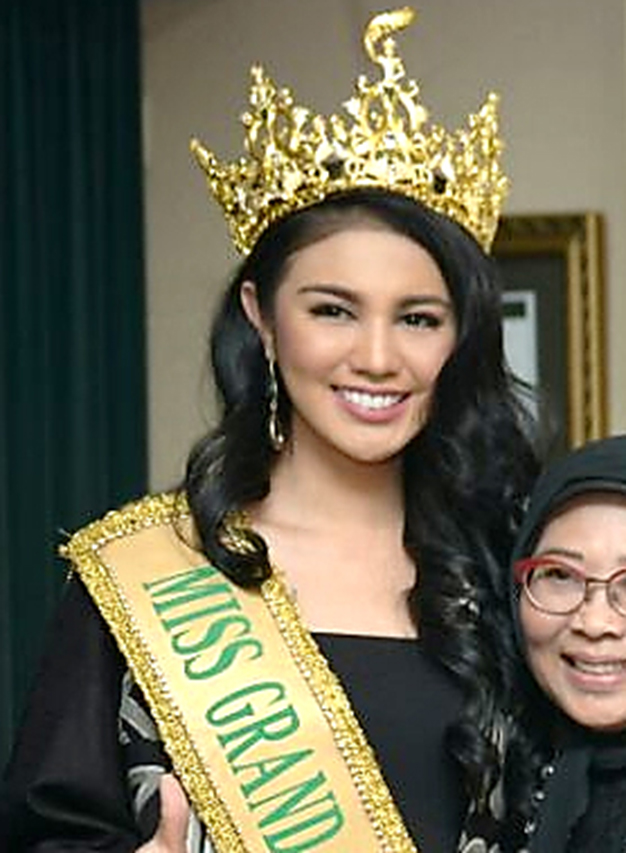
Hoa hậu Hòa bình Quốc tế 2016 Ariska Putri Pertiwi Indonesia
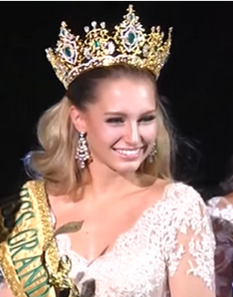
Hoa hậu Hòa bình Quốc tế 2015 Claire Elizabeth Parker Úc
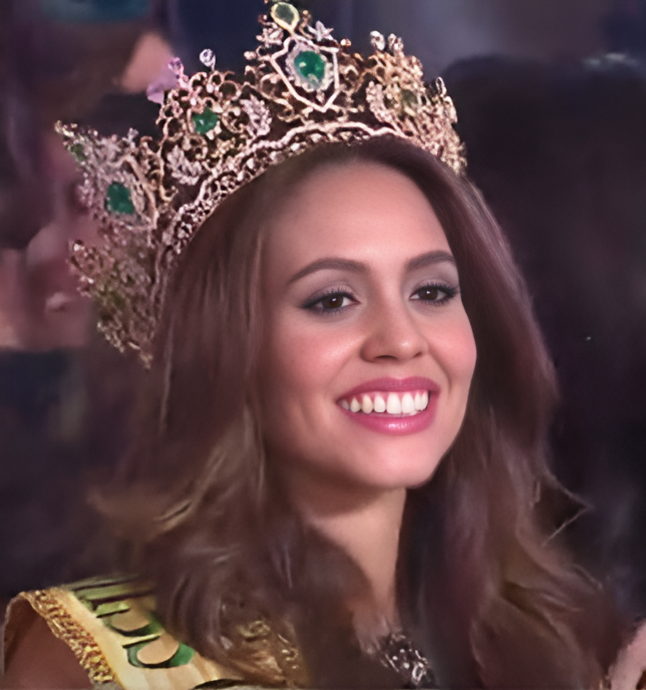
Hoa hậu Hòa bình Quốc tế 2014 Lees Garcia Cuba
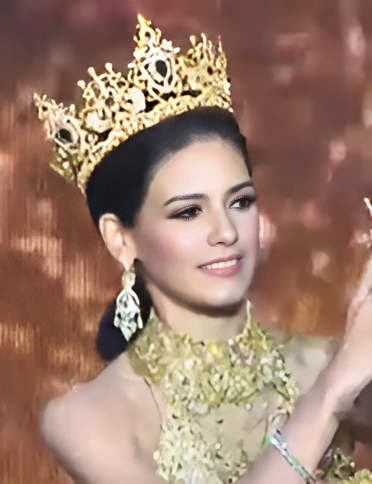
Hoa hậu Hòa bình Quốc tế 2013 Janelee Chaparro Puerto Rico